# Friese staartklok

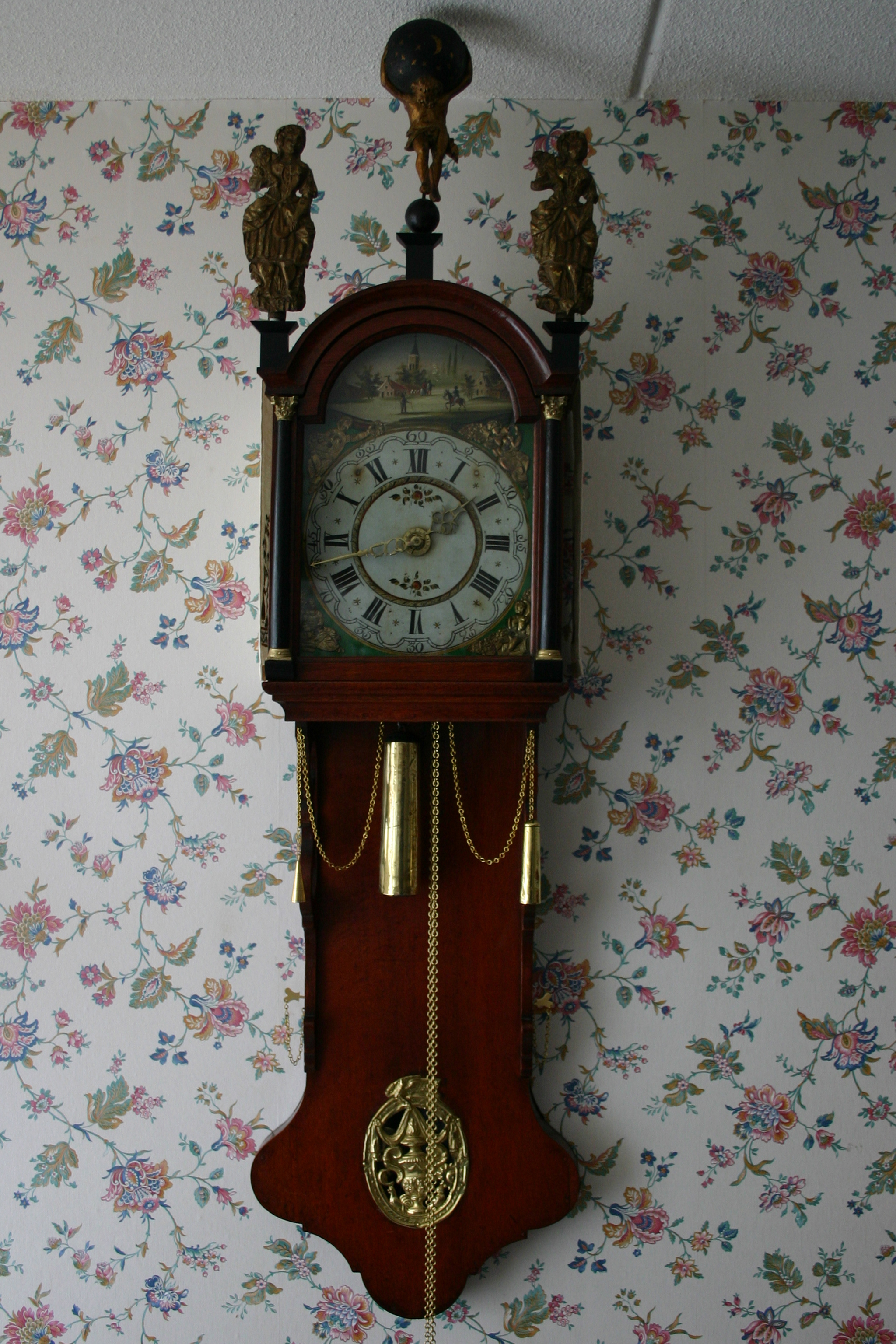
Friese Staartklok (±1850) in meekrap kleur en latoen versiering (vier jaargetijden) op de beschilderde wijzerplaat van de schilder Lusthoff

Een Friese staartklok is een slingerklok met ankergang die veelal gemaakt werd in Friesland, vanaf 1770 tot ongeveer 1890. Ook werden deze klokken in Groningen, Noord-Holland en zelfs in Brabant en Zeeland vervaardigd. De klokken danken hun naam aan de lange windkast waar de slinger in is aangebracht. Het uurwerk is afgeleid van de Friese Stoelklok. De lepelspilgang werd vervangen door de ankergang die al in 1676 was uitgevonden door William Clement in Engeland. De ankergangtechniek drong pas na 1770 door in Friesland. De Friese staartklokkasten zijn gemaakt van eiken-wagenschot of iepenhout en zorgden ervoor dat de slinger ongestoord heen en weer kon schuiven zonder invloed van tocht of wind. In de kast zit een ruitje met een versiering van lood of latoenkoper met de afbeelding van Vader Tijd of een vaas; hierachter kan de slinger worden gezien. De kasten komen naast blank- en donker gebeitst hout vaak voor in de rode meekrapkleur. Typisch voor de Friese staartklok zijn ook de beschilderde wijzerplaten, vaak met afbeeldingen van de vier jaargetijden in de hoeken. Links boven staat Flora als godin van de lente, rechtsboven de wijzers wordt de zomer uitgebeeld door Ceres dan rechts onder Pomona of Bacchus voor de herfst en links onder Vesta met het vuur voor de winter. De latere Friese staartklokken hebben vaak deze versieringen van latoen op de wijzerplaat of nog later zijn de wijzerplaten zelfs geheel van geperst latoen zoals bij de Franse comtoise klokken.

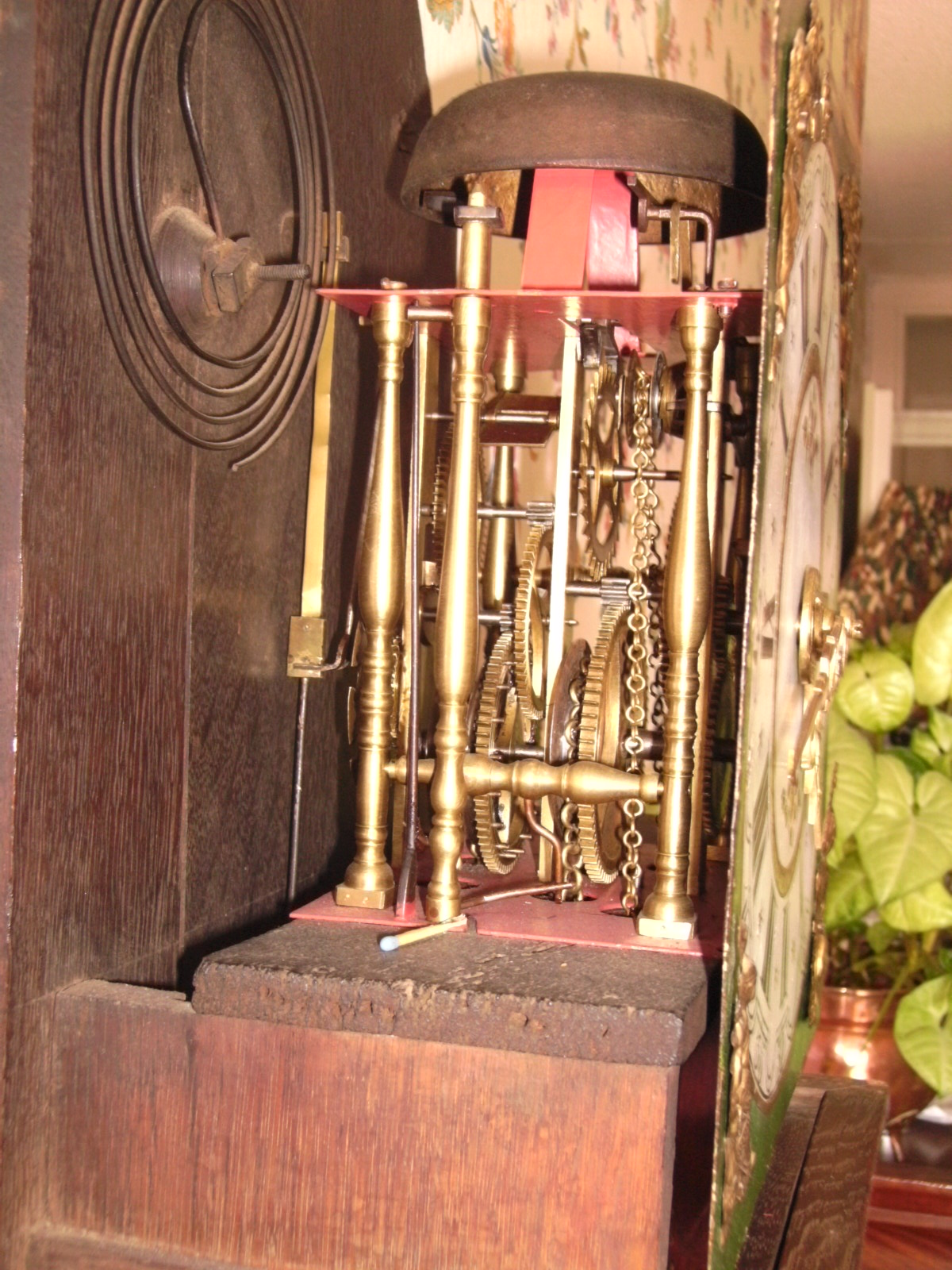
Friese staartklok uurwerk met grote bel en gong van bovenstaande klok. Bij deze klok diende de grote bel alleen voor de wekker. De gong slaat op heel (voluit) en half (één slag).

Het uurwerk bevat een slagwerk dat op elk vol uur laat horen hoe laat het is. Op het halve uur slaat de klok eenmaal. Bij de luxueuzere klokken is naast een mechaniek als het aangeven van de maanstand en de datum veelal een slagwerk met dubbele bellen of de combinatie van een kleine bel en een gong. Dat is een opgerolde metalen gongveer die tegen de kast zit geschroefd. De slag op kwart-voor en de heeluurslag gaan bij deze klokken op de zware bel of de gong en kwart-over en halfuurslag op een klein belletje. Voluit op heel en half en één slag op de kwartieren. Dit noemt men de Hollandse slag. De meeste klokken hebben ook een wekkerwerk. Bij de klok op de foto worden uren en half uur op de draadgong geslagen en de bel dient alleen voor de wekker. Ook bestaan er luxueuze staartklokken met een mechaniek. Bekend zijn 'Abrahams offer', een werkende boerderij of een ruiterspel dat in werking treedt tijdens het slaan van de uren. Ook zijn er klokken met bewegende scheepjes of een soldaat die heen en weer loopt aangedreven door het gaande werk.

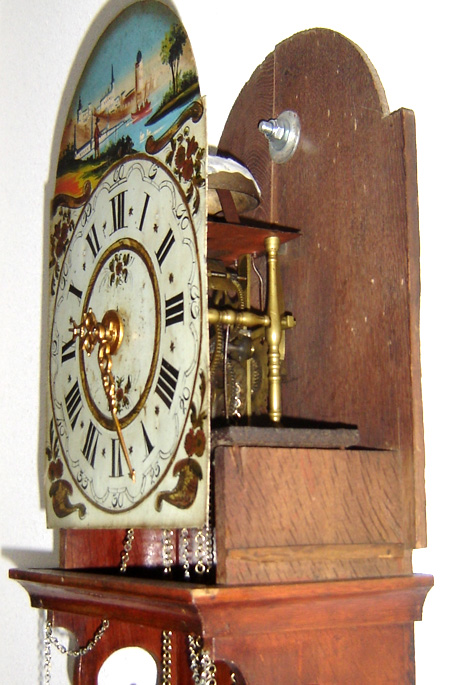
Wijzerplaat en uurwerk van een Friese staartklok uit 1861 met de typische rode meekrapkleur nog net te zien onder

Verder staat op veel staartklokken boven op de kast een Atlasfiguur die de sterrenhemel draagt geflankeerd door twee keer de Faam. De Faam of Fama is een gevleugeld vrouwenfiguur met bazuin uit de mythologie. Ten onrechte noemt men dit engeltjes. De Faam komt ook voor op de speeltoren van Monnickendam waar ze met een mechaniek op het uurwerk geluid laat horen tijdens het slaan van de uren. Ook in tuinen in bijvoorbeeld de Zaanstreek staat dit beeld.
Na 1900 worden de staartklokken verdrongen door regulateurklokken uit de Duitse industrie die vijftien dagen konden lopen op één winding. De gewichten van de Friese klokken moesten soms meermalen per dag worden opgehaald, afhankelijk van de lengte van de ketting.
Op kleine schaal wordt de staartklok in Friesland nog steeds op ambachtelijke wijze gemaakt.